# Ślepie
Ślepie (niem. Schlepien) – osada w Polsce położona w województwie warmińsko-mazurskim, w powiecie oleckim, w gminie Olecko.
W latach 1975–1998 miejscowość administracyjnie należała do województwa suwalskiego.
Miejscowość ta powstała w 1567 roku, kiedy książę Albrecht nadał pisarzowi zamkowemu w Stradunach 5 włók z nadwyżki w Gąskach nad jeziorem Ślepie pomiędzy Zajdami, Zatykami i Gąskami. W 1800 roku była to wolna wieś, podległa administracji w Stradunach, lecz należąca do pobliskiej parafii w Gąskach. W roku 1938 liczyła tylko 56 mieszkańców.